# Namak Chal
Namak Chal (persiska: نَمَك چَل) är en ort i Iran.   Den ligger i provinsen Mazandaran, i den norra delen av landet, 210 km nordost om huvudstaden Teheran. Antalet invånare är 547.
Terrängen runt Namak Chal är mycket platt. Runt Namak Chal är det ganska tätbefolkat, med 72 invånare per kvadratkilometer. Närmaste större samhälle är Rostam Kolā, 18,1 km söder om Namak Chal. Trakten runt Namak Chal består till största delen av jordbruksmark.